# Tristan Leyds
Pour les articles homonymes, voir Leyds.
Pas d'image ? Cliquez ici

a Compétitions nationales et continentales officielles uniquement.

b Matchs officiels uniquement.
Dernière mise à jour le 14 avril 2025.
Tristan Leyds, né le 24 mai 1997 à Somerset West (Afrique du Sud), est un joueur sud-africain de rugby à XV et international sud-africain de rugby à sept.
Son frère aîné, Dillyn Leyds, est également un joueur de rugby à XV.

## Biographie
Tristan Leyds remporte avec l'Équipe d'Afrique du Sud de rugby à sept la médaille de bronze du tournoi masculin des Jeux olympiques d'été de 2024, organisés à Paris.